# Joaquín Otamendi
Joaquín Otamendi Machimbarrena (San Sebastián, 1874 — 1960) foi um arquitecto espanhol.